# ورزشگاه مرکزی (نمنگان)
ورزشگاه مرکزی (نمنگان) یک ورزشگاه چندمنظوره در شهر نمنگان ازبکستان است. در حال حاضر بیشتر برای مسابقات فوتبال استفاده می‌شود. ورزشگاه دارای ظرفیت ۲۲٬۰۰۰ نفری است. استفاده‌های دیگر ورزشگاه در گذشته شامل: راگبی، کریکت و والیبال ساحلی بود. این ورزشگاه در اختیار باشگاه فوتبال نوبهار نمنگان قرار دارد.

این ورزشگاه در سال ۲۰۲۲ میزبان جام نوروز کاپ بود.